# Châu Nga
Châu Nga là một xã thuộc huyện Quỳ Châu, tỉnh Nghệ An, Việt Nam.
Xã Châu Nga có diện tích 101,31 km², dân số năm 1999 là 1707 người, mật độ dân số đạt 17 người/km².